# お笑い第三世代
お笑い第三世代（おわらいだいさんせだい）は、1980年以降にデビューした若手お笑い芸人を総称した俗称。

## 概要
とんねるず、ダウンタウン、ウッチャンナンチャン、B21スペシャル、ダチョウ倶楽部、トミーズ、ハイヒール、清水圭・和泉修、野沢直子、ホンジャマカ、清水ミチコ、松本明子、浅草キッド、ABブラザーズ、出川哲朗、130R、今田耕司、東野幸治、伊集院光、爆笑問題などが「お笑い第三世代」とされる。この名称については、小劇場演劇における主に1980年代に登場した世代を指す「第三世代」に由来するという。
フジテレビなどのマスコミや雑誌が彼らを「お笑い第三世代」と呼んだことで、漫才ブームやひょうきん族で活躍したビートたけし、紳助・竜介、明石家さんまらが「第二世代」となり、第二世代の上の世代が「第一世代」と位置づけられた。俗にオーディション、養成所などから巣立ち、「徒弟制度から逸脱した芸人が台頭した世代」と定義されるが、それ以前の世代にもタモリなど特定の師匠を持たない者もいる。

## 特徴
ラサール石井は著書の中で第三世代について、「なによりも『自分たちが面白い』ということが先決であり、『自分たちが面白い』ということをまず自分たちが喜び、それを見ている観客が共有して笑う。そういう『面白い空気』を楽しむところがあった」と評している。また、第三世代のバラエティ番組の特徴として「ファミリー化」を挙げ、「出演者、スタッフが各番組でファミリー化し、お互いに交流することはほぼない。そして各ファミリーには楽しみ方のルールのようなものがあり、それをふまえた上でなければ笑えないというような雰囲気さえある」と述べている。